# Vieillesse (nouvelle)
Pour l’article homonyme, voir Vieillesse (homonymie).
Vieillesse (en russe : Starost) est une nouvelle d’Anton Tchekhov, parue en 1885.

## Historique
Vieillesse est initialement publiée dans la revue russe Les Éclats, no 47, du 23 novembre 1885, sous le pseudonyme A.Tchékhonté.

## Résumé
L’architecte Ouzelkov, conseiller d’état actuel dans la table des rangs, revient pour son travail dans sa ville de naissance après dix-huit années d’absence.
Il demande au portier de l'hôtel des nouvelles de ses anciennes connaissances. Beaucoup ont disparu ou sont ruinées, seul l’avoué Chapkine semble être resté le même : il va le voir. Chapkine est heureux et lui raconte les détails du divorce entre la défunte Mme Ouzelkov et Ouzelkov.
Ouzelkov ayant quitté la ville, il avait mandaté Chapkine d’arranger son divorce aux torts de sa femme. Elle y avait consenti contre dix mille rouble alors qu’il avait prétendu quinze mille à Ouzelkov, puis elle avait sombré dans la débauche et l’alcool et était morte peu de temps après.
Chapkine emmène Ouzelkov sur sa tombe : il est ému, il voudrait pleurer : « Oh ! Pleurer ! Pleurer ! » Mais les larmes n’arrivent pas à sortir, elles sont bloquées par la vieillesse.

## Édition française
- Vieillesse, traduit par Édouard Parayre, in Œuvres I, Paris, Éditions Gallimard, coll. « Bibliothèque de la Pléiade » no 197, 1968  (ISBN 978-2-07-0105-49-6).